# Gong Li

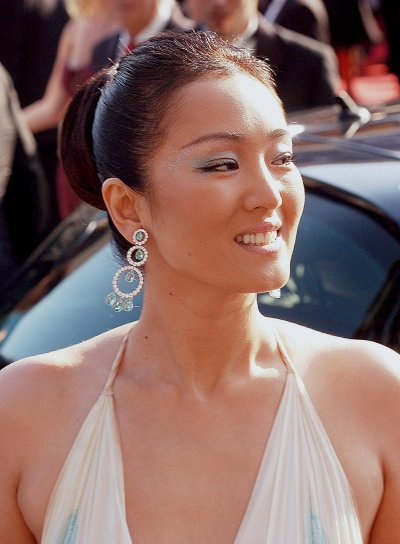
Gong Li w Cannes (2007)

Gong Li (chiń. 巩俐, ur. 31 grudnia 1965 w Shenyangu) – chińska aktorka filmowa, występująca także w filmach hollywoodzkich (w USA dostosowała kolejność imienia i nazwiska do zachodnich zwyczajów, dlatego jest znana także jako Li Gong). Karierę rozpoczynała w filmach Zhanga Yimou, tj. Zawieście czerwone latarnie; z reżyserem związała się także prywatnie. Przez lata uchodziła za najsłynniejszą chińską aktorkę, dopóki o to miano nie zaczęła z nią konkurować Zhang Ziyi, również wypromowana na gwiazdę przez Zhanga.

## Życiorys
Córka profesora ekonomii, zawsze marzyła o śpiewaniu, ale dostawszy się do szkoły muzycznej, zdała też do Akademii Dramatycznej w Pekinie. 
Jeszcze będąc na studiach, zagrała w filmie Zhanga Yimou Czerwone sorgo (1987). Wkrótce stała się jego stałą i ulubioną aktorką. Ich współpraca zakończyła się w 1995, a aktorka zaczęła szukać szansy za Oceanem.
W 1996 poślubiła przedsiębiorcę tytoniowego Ooi Hoe Seonga. Małżeństwo trwało do 2010 roku. Od 2019 roku jest żoną Jeana-Michela Jarre’a.
Zasiadała w jury konkursu głównego na 50. MFF w Cannes (1997). Przewodniczyła obradom jury na 50. MFF w Berlinie (2000) oraz na 59. MFF w Wenecji (2002).

## Nagrody i wyróżnienia
- Puchar Volpiego dla najlepszej aktorki za rolę w filmie Historia Qiu Ju (1992) Zhanga Yimou na 49. MFF w Wenecji.
- Nagroda Nowojorskich Krytyków Filmowych za rolę w filmie Żegnaj, moja konkubino Chena Kaige
- Uhonorowana tytułem Artysty UNESCO na rzecz Pokoju.

## Filmografia
- 2020: Mulan, jako Xian Lang
- 2011: Wo Zhi Nü Ren Xin, jako Li Yilong
- 2010: Szanghaj (Shanghai), jako Anna Lan-Ting
- 2007: Hannibal. Po drugiej stronie maski (Hannibal Rising), jako Lady Murasaki
- 2006: Miami Vice, jako Isabella
- 2006: Cesarzowa (Man cheng jin dai huang jin jia), jako Phoenix
- 2005: Wyznania gejszy (Memoirs of a Geisha), jako Hatsumomo
- 2004: 2046, jako Su Li Zhen
- 2004: Eros, jako Sig.na Hua
- 2002: Pociąg (Zhou Yu de huo che), jako Zhou Yu
- 2000: Piao liang ma ma, jako Sun Liying
- 1999: Cesarz i zabójca (Jing ke ci qin wang), jako Lady Zhao
- 1997: Chińska szkatułka (Chinese Box), jako Vivian
- 1996: Uwodzicielski księżyc (Feng yue), jako Pang Ruyi
- 1995: Szanghajska triada (Yao a yao yao dao waipo qiao), jako Xiao Jingbao
- 1995: Hua Hun, jako Pan Yuliang
- 1994: Xi chu bawang, jako Lü Zhi
- 1994: Xin tian long ba bu zhi tian shan tong lao, jako Mo Hanwen
- 1994: Żyć! (Huozhe), jako Xu Jiazhen
- 1993: Tang Bohu dian Qiuxiang, jako Chen Heung
- 1993: Żegnaj, moja konkubino (Ba wang bie ji), jako Juxian
- 1992: Historia Qiu Ju (Qiu Ju da guan si), jako Qiu Ju
- 1992: Mungsing Sifan, jako Ma Li
- 1991: Bankiet (Haomen yeyan), jako Gong Li
- 1991: Du xia II zhi Shang Hai tan du sheng, jako Yu-San/Yu-Mong
- 1991: Zawieście czerwone latarnie (Da hong deng long gao gao gua), jako Songlian
- 1990: Ju Dou, jako Ju Dou
- 1989: Kryptonim Kuguar, jako Ah Li
- 1989: Qin yong, jako Winter/Lili Chu
- 1989: Hoi sam gui miu ba
- 1989: Xi tai hou, jako Guilian
- 1987: Czerwone sorgo (Hong gao liang), jako babcia